# Adam Tanner (calciatore)
Adam Tanner (Maldon, 25 ottobre 1973) è un ex calciatore inglese, di ruolo centrocampista.

## Carriera
Esordisce tra i professionisti con l'Ipswich Town, club in cui già aveva giocato nelle giovanili, nel 1994, dopo 2 anni in cui era stato aggregato alla prima squadra senza mai giocare in partite ufficiali. Nella stagione 1994-1995 gioca 10 partite e segna 2 gol in Premier League, mentre nell'arco dei 5 anni seguenti totalizza ulteriori 62 partite e 5 reti nella seconda divisione inglese. Il suo contratto con il club viene rescisso all'inizio del 2000 a seguito di una serie di vicissitudini legali (tra cui una squalifica di 3 mesi per uso di cocaina ed un incidente stradale in stato di ebbrezza, per il quale ha rischiato anche il carcere). Viene poi tesserato dal Peterborough Utd, dove rimane per breve tempo senza mai venire schierato in partite ufficiali. Gioca poi un'ultima stagione da professionista con il Colchester Utd, disputando solamente 4 partite; infine gioca per un anno con i semiprofessionisti del Canvey Island, in National League South (sesta divisione).